# Pedanías de Orihuela
El municipio de Orihuela, debido a la extensión de su término municipal cuenta con numerosas partidas rurales diseminadas por su territorio, partidas que cuentan con una población muy diferente siendo algunas de muy reducida población y otros superando los miles de habitantes.
Hay que partir de la inexistencia de la figura jurídica de las pedanías en el Ordenamiento Jurídico Valenciano como entidad territorial inframunicipal. Pese a ello se denominan a las partidas rurales como pedanías, por analogía con el término jurídico. 
Las pedanías o partidas rurales de Orihuela, no funcionan como tales entidades al no tener personalidad jurídica pública propia. Para su enlace con el gobierno municipal, se nombran Alcaldes Pedáneos, personas de confianza de la Alcaldía, que escuchan las necesidades de los ciudadanos para trasladarlas al Consistorio. Este sistema de tan extendido en las instituciones locales españolas como antiguo se modificará en Orihuela cuando se declare el Municipio como Gran Ciudad y se dividirá el municipio en Distritos en lugar de Pedanías.

## Partidas Rurales
En la actualidad las pedanías de Orihuela son:
- Arneva. Su circunscripción incluye además del pueblo de Arneva, el barrio de Mariano Cases y el Barrio de Ntra. Sra de la Alegría, el Alcachofar, el camino viejo de Cartagena y las urbanizaciones anexas a este así como la Dehesa de Pinohermoso. Oficinas Municipales situadas en: C/Manolo Bienvenida, S/N

- Barbarroja. Su circunscripción acoge esta pedanía y su territorio colindante.

- Camino de Beniel. Su circunscripción se extiende sobre esta pedanía, el Barrio de la Ascensión y el barrio de la Ermita de la Cruz Cubierta.

- Camino viejo de Callosa. Su circunscripción se extiende sobre esta pedanía.[2]

- Correntías Altas. Su circunscripción se extiende sobre el territorio de esta pedanía.

- Correntías Medias. Su circunscripción se extiende sobre el territorio de esta pedanía.

- Correntías Bajas. Su circunscripción se extiende sobre el territorio de esta pedanía.

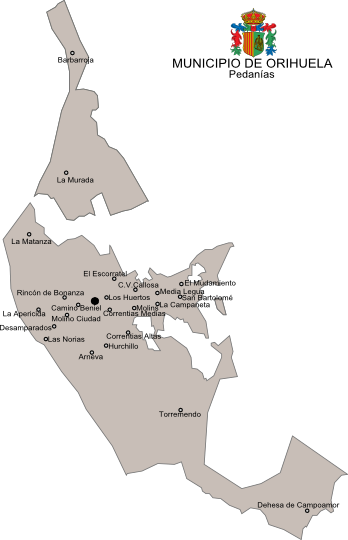
Plano de Orihuela con sus pedanías (pulse para agrandar)

- El Escorratel. Su circunscripción se extiende sobre el territorio de esta pedanía y sobre la Urbanización Montepinar.

- El Mudamiento. Su circunscripción se extiende sobre el territorio de esta pedanía, el barrio de la carretera, el barrio de los Ramones y el de los Sorianos. La delegación de oficinas municipales en esta pedanía está en construcción.

- Hurchillo. Su circunscripción se extiende sobre el territorio de esta pedanía, el Barrio de Ntra. Sra. de Belén y el Diseminado de la Carretera de Hurchillo.

- La Aparecida. Su circunscripción se extiende sobre el territorio de esta pedanía, sobre el de El Arenal, el Raiguero de Levante y el Raiguero de Poniente. Las Oficinas Municipales están situadas en: C./ Las Escuelas, Num.1.

- La Campaneta. Su circunscripción se extiende sobre el territorio de esta pedanía, sobre la del barrio Nuevo y sobre la del Puente de los Cirios. Las Oficinas Municipales están situadas en: Camino Viejo De Almoradi, Num.51

- La Murada. Su circunscripción se extiende sobre el territorio de esta pedanía, la de los Vicentes, Los Pérez, Riquelme, Virgen del Camino. Las Oficinas Municipales están situadas en Plaza Gloria Gonzálvez, S/N.

- Las Norias. Su circunscripción se extiende sobre el territorio de esta pedanía, la Vereda Liorna y la Vereda del Rollo. Pertenece asimismo a la pedanía de Los Desamparados.

- Los Desamparados. Conocido como Desamparados o La Parroquia de los Desamparados. Su circunscripción se extiende en el territorio situado desde la Vereda del Reino hasta la Arroba Don Ramón y desde el Camino de Cartagena hasta el río Segura, incluyendo así a Las Norias y sus veredas, la vereda Buenavida, El Mansegal, la carretera a Beniel y diseminados. Oficinas Municipales situadas en: Plaza Obispo José Tormo, S/N.

- Los Huertos. Su circunscripción se extiende sobre esta pedanía.

- Media Legua. Su circunscripción se extiende sobre esta pedanía y territorio circundante.

- Molino de la Ciudad. Su circunscripción se extiende sobre esta pedanía y el Camino de Enmedio.

- Molins. Su circunscripción se extiende sobre esta pedanía y sobre las del barrio de la Carretera, la Vereda Serranos y la Vereda Brunete. Las Oficinas Municipales están situadas en la plaza de la Iglesia, núm. 1.

- La Matanza. Su circunscripción se extiende sobre esta pedanía, sobre la del Raiguera y sobre la de Las Siete Casas. Las Oficinas Municipales están situadas en la Plaza de la Iglesia S/N.

- Raiguero de Bonanza. Su circunscripción se extiende sobre esta pedanía, sobre la Urbanización Pinar de Bonanza y sobre la Urbanización Rincón de Bonanza. Las Oficinas Municipales están situadas en Calle la Carretera, Número 20 del Rincón de Bonanza.

- San Bartolomé. Su circunscripción se extiende sobre esta pedanía, sobre la de El Badén y sobre el Barrio el Sallavedra. Las Oficinas Municipales están situadas en la Plaza Trinitario Ferrández, Núm. 1.

- Torremendo. Su circunscripción se extiende sobre esta pedanía y su territorio circundante hasta el límite con Murcia. Las Oficinas Municipales están situadas en Plaza del Caudillo, S/N.

Hay diversas pedanías que por su proximidad con la ciudad se han convertido en barrios de hecho. A pesar de ello se siguen tratando como partidas rurales pero están adscritas a la ciudad. Estas son: Ciudad Jardín, Puertas de Murcia, Rincón de Seca.

## Costa de Orihuela
Debido al creciente volumen de población que tienen las playas de Orihuela, así como el surgimiento de nuevas urbanizaciones, pese a tenerse como una pedanía se trata de un caso especial. Ejemplo de ello es que en el equipo de Gobierno posee un concejal-delegado para dicha Circunscripción exclusivamente, que tiene su despacho en las oficinas de la Sede del Ayuntamiento en la Urbanización Playa Flamenca situada en Plaza del Oriol, S/N.
En la actualidad la costa de Orihuela se divide en 57 Urbanizaciones.